# Renée Broustal
Renée Broustal, née Renée Marie Jeanne Eugénie Larré le 29 août 1923 à Fontenay-le-Comte, en Vendée, et morte le 21 juillet 2012 à Nantes, en Loire-Atlantique, est l'une des premières grandes figures du féminisme politique nantais : adjointe chargée de la santé et des affaires sociales au maire de Nantes entre 1977 et 1983, première déléguée régionale aux droits des femmes dans les Pays de la Loire en 1981 et cofondatrice de l’Espace Simone-de-Beauvoir, créé en 1992 avec Maryse Guerlais.

## Biographie
Elle épouse Pierre Broustal, un militant nantais qui participe au développement du noyau militant de la Convention des institutions républicaines dans la région nantaise, aux côtés de Camille Durand, René Guillard, Jacques Floch et Guy Goureaux, des hommes politiques de la région nantaise.
En 1951, ils donnent naissance à leur premier fils : Dominique Broustal, futur journaliste nantais qui décède à l’âge de 68 ans, en 2020. Quelles années plus tard, nait de leur union un second fils, Philipe Broustal, qui décédera dans des circonstances tragiques.
Elle travaille comme cadre au Ministère des Finances.

### Début du militantisme féministe (1966-1971)
En 1966, elle s’engage auprès du Mouvement démocratique féminin, considéré comme un laboratoire d’idées féministes et socialistes, aux côtés de son amie Yvette Roudy, ministre des Droits de la femme de 1981 à 1986.  Elle adhère au Planning familial en 1970 et mène des combats pour l’IVG et la contraception en tant que responsable syndicale et associative. Elle milite au Planning familial pendant plus de quarante ans.
Au cours des années 1970, elle rencontre Maryse Guerlais, une autre militante féministe nantaise qui est convaincue de la nécessité de créer une Maison des Femmes, avec qui elle lie une réelle amitié.

### Parcours féministe dans la sphère politique (1971-1983)
En 1971, elle quitte le Mouvement démocratique féminin pour rejoindre le Parti socialiste. En avril 1972, elle se présente en tant que suppléante de Pierre Cueille, conseiller municipal de Nantes, en Loire-Atlantique, pour l’investiture interne en vue des législatives.
Quelques années plus tard, Renée Broustal adhère au courant de Jean Poperen qui repose sur le réformisme, l’internationalisme et la démocratie participative. Dans ce contexte, elle se porte candidate aux élections cantonales de 1976 dans le canton numéro 2 de Nantes, en Loire-Atlantique. Elle échoue mais, lors des élections municipales de 1977 et du basculement à gauche de la municipalité, elle devient l’adjointe d’Alain Chénard, maire de Nantes de 1977 à 1983, en tant que chargée de la santé et des affaires sociales.
En 1981, Renée Broustal devient la première déléguée régionale aux Droits des femmes dans les Pays de la Loire.
Elle participe également à la création d'une crèche pour permettre aux femmes de reprendre le travail.

### Lutte pour l'existence des associations féministes nantaises (années 1980-2010)
Profitant de sa position, elle se mobilise, avec Maryse Guerlais, pour obtenir des locaux en capacité d’accueillir les associations féministes nantaises dans l'objectif de créer la Maison des Femmes, souhaitée par Maryse Guerlais. En réponse, la municipalité de Nantes leur propose un local vétuste et voué à la démolition. Cette Maison des Femmes, nouvellement créée, ne peut occuper le local très longtemps et est contrainte de déménager à Rezé. En 1988, Renée Broustal et Maryse Guerlais cofondent l’association Espace femmes qui regroupe les militantes du mouvement féministe nantais et les associations de défense des droits des femmes.
La pression exercée sur la municipalité de Nantes porte ses fruits puisque des locaux sont proposés à l'association Espaces femmes au début des années 1990. L'Espace Simone-de-Beauvoir, situé dans un local de 271 mètres carrés de l'ancien immeuble Neptune, aujourd'hui remplacé par le Carré Feydeau, est inauguré le 7 mars 1992 par le maire de Nantes, Jean-Marc Ayrault, et la secrétaire d’État au droit des femmes, Véronique Neiertz.
L'Espace Simone-de-Beauvoir est un lieu de ressources et œuvre pour l'égalité femmes-hommes, la défense des droits des femmes et la lutte contre les discriminations à caractère sexiste. Le lieu réunit alors trente-deux associations féministes et féminines et reçoit, en 1996, trois mille victimes de violences conjugales.
Renée Broustal devient la première présidente de l'Espace Simone-de-Beauvoir jusqu'en 1994 et en devient ensuite la présidente d'honneur.
En 2001, elle remet la médaille de Chevalier de l'ordre national du Mérite à Maryse Guerlais.

### Décès (21 juillet 2012)
Renée Broustal décède le 21 juillet 2012 à Nantes, à l'âge de 88 ans. De nombreuses figures de la sphère politique lui rendent hommage à travers des communiqués : le maire de Nantes, Patrick Rimbert, le premier ministre Jean-Marc Ayrault, ou encore la ministre des Droits des Femmes Najat Vallaud-Belkacem,. Tous saluent « la grande figure du militantisme syndical et politique français » (Najat Vallaud-Belkacem) qu'elle représentait.

## Distinction
- Chevalier de la Légion d'honneur. Distinction reçue en 1999 des mains d'Yvette Roudy[3].

## Héritage

### Mémoire
En 2015, Nantes s'est engagé dans un plan d'actions égalité femmes-hommes et l'augmentation de la féminisation des noms de rues. Cette démarche est également l'occasion de mettre en lumière des personnalités disparues qui ont compté dans l'histoire locale et nationale. De nombreuses rues se sont alors féminisées et, depuis juillet 2020, une rue nantaise est nommée au nom de Renée-Broustal,.